# Hakata-za
Le Hakata-za (博多座) est un théâtre situé à Fukuoka dans la préfecture de Fukuoka au Japon. D'une capacité de 1 454 places, il a ouvert en 1996 et présente des pièces du répertoire kabuki.
Le logo du théâtre, représentant une corde tressée typique du festival Hakata Gion Yamakasa, a été imaginé par le graphiste Isao Nishijima en 1996.